# Alina Sultana
Alina Sultana (bengalisch: এলিনা সুলতানা; * 3. Dezember 1984) ist eine Badmintonspielerin aus Bangladesch.

## Karriere
Alina Sultana gewann bei der nationalen Meisterschaft 2008 in Bangladesch Silber im Damendoppel mit Shapla Akhter, wobei sie im Finale gegen Konika Rani Adhikary und Jebunnesa Seema unterlagen. Bei den Südasienspielen 2010 erkämpfte sich Alina Sultana Bronze mit dem Damenteam aus Bangladesch.